# Équipe cycliste Vozrozhdenie
L'équipe cycliste Vozrozhdenie est une équipe cycliste russe, ayant le statut d'équipe continentale en 2022.

## Histoire de l'équipe
L'équipe est suspendue le 1er mars 2022 après seulement deux mois d'existence en raison de l'invasion de l'Ukraine par la Russie. Elle tente un temps de contourner les sanctions de l'UCI en renommant son équipe Cycling Sport Club « OLYMP » et courant sous licence géorgienne. Seul Sergey Rostovtsev retrouve une formation continentale en 2023, intégrant l'équipe turque Beykoz Belediyesi Spor Kulübü.

## Principales victoires
- Grand Prix Manavgat Side : 2022 (Mamyr Stash)

## Classements UCI
L'équipe participe aux épreuves des circuits continentaux et en particulier de l'UCI Europe Tour. Les tableaux ci-dessous présentent les classements de l'équipe sur les différents circuits, ainsi que son meilleur coureur au classement individuel.
UCI Europe Tour
| UCI Europe Tour | UCI Europe Tour        | UCI Europe Tour                           | UCI Europe Tour |
| Année           | Classement par équipes | Meilleur coureur au classement individuel |                 |
| --------------- | ---------------------- | ----------------------------------------- | --------------- |
| 2022            | 61e                    | Giorgi Khorguani (562e)                   |                 |
|                 |                        |                                           |                 |
| Source : UCI    |                        |                                           |                 |

L'équipe est également classée au Classement mondial UCI qui prend en compte toutes les épreuves UCI et concerne toutes les équipes UCI.
| Classement mondial | Classement mondial     | Classement mondial                        | Classement mondial |
| Année              | Classement par équipes | Meilleur coureur au classement individuel |                    |
| ------------------ | ---------------------- | ----------------------------------------- | ------------------ |
| 2022               | 105e                   | Giorgi Khorguani (737e)                   |                    |
|                    |                        |                                           |                    |
| Source : UCI       |                        |                                           |                    |

## Vozrozhdenie en 2022[2]
| Cycliste           | Date de naissance | Nationalité | Équipe 2021                     |  |
| ------------------ | ----------------- | ----------- | ------------------------------- |  |
| Artur Ershov       | 7 mars 1990       | Russie      |                                 |  |
| Anton Gurin        | 9 octobre 2003    | Russie      |                                 |  |
| Denis Khilkovich   | 23 décembre 2003  | Russie      |                                 |  |
| Giorgi Khorguani   | 1er avril 2003    | Géorgie     |                                 |  |
| Vladislav Kulikov  | 8 juillet 1996    | Russie      | Gazprom-RusVelo (2020)          |  |
| Roman Maikin       | 14 août 1990      | Russie      | Cambodia Cycling Academy (2020) |  |
| Sergey Rostovtsev  | 2 juin 1997       | Russie      | Minsk Cycling Club (2020)       |  |
| Aleksandr Shakotko | 8 mai 1999        | Russie      |                                 |  |
| Nika Sitchinava    | 11 mars 2002      | Géorgie     |                                 |  |
| Aleksandr Smirnov  | 10 février 1998   | Russie      | Lokosphinx                      |  |
| Mamyr Stash        | 4 mai 1993        | Russie      | Spor Toto Cycling Team          |  |
| Evgenii Tikhonin   | 1er avril 1998    | Russie      |                                 |  |